# Rigsdaler delle Indie occidentali danesi
Il rigsdaler è stata la valuta delle Indie occidentali danesi (ora Isole Vergini Americane) fino al 1849. Era suddiviso in 96 skilling. Il rigsdaler valeva 4/5 del rigsdaler danese. Fu sostituito dal daler.

## Monete
Nel 1766 e nel 1767 furono coniate monete in argento da 6, 12 e 24 per le Indie occidentali danesi. Furono seguite nel 1816 da monete d'argento da 2, 10 e 20 skilling, che furono coniate fino al 1848. Tutte le monete recavano la legenda "Dansk Amerik(ansk) M(ynt)" (Moneta Danese Americana) per differenziarla dalla monete danesi regolari.

## Banconote
Nel 1784 e nel 1785, furono emesse di nuovo alcune banconote da 5 rigsdaler courant danesi per essere usate nelle Indie occidentali con la nuova denominazione da 6¼ rigsdaler stampata nel verso che era in precedenza vuoto. Emissioni regolari iniziarono nel 1788 con denominazioni da 20, 50 e 100 rigsdaler. Banconote da 5 e 10 rigsdaler furono aggiunte nel 1806 quando i tagli da 20 rigsdaler cessarono di essere emessi.